# Tennis Masters Cup 2003 - Doppio
Il doppio del torneo di tennis Tennis Masters Cup 2003, facente parte dell'ATP Tour, ha avuto come vincitori Bob Bryan e Mike Bryan che hanno battuto in finale 6(6)–7, 6–3, 3–6, 7–6(3), 6–4, Michaël Llodra e Fabrice Santoro.

## Teste di serie
1. Bob Bryan /  Mike Bryan (campioni)
2. Mahesh Bhupathi /  Maks Mirny (round robin)
3. Jonas Björkman /  Todd Woodbridge (round robin)
4. Mark Knowles /  Daniel Nestor (semifinali)

1. Wayne Arthurs /  Paul Hanley (round robin)
2. Michaël Llodra /  Fabrice Santoro (finale)
3. Martin Damm /  Cyril Suk (round robin)
4. Gastón Etlis /  Martin Rodriguez (semifinali)

## Tabellone

### Legenda
| - Q = Qualificato - WC = Wild card - LL = Lucky loser | - ALT = Alternate - SE = Special Exempt - PR = Protected Ranking | - w/o = Walkover - r = Ritirato - d = Squalificato |

### Finale
|  | Semifinali | Semifinali                     | Semifinali                     | Semifinali | Semifinali |  |  | Finale                         | Finale                         | Finale | Finale | Finale | Finale | Finale |  |
|  |            |                                |                                |            |            |  |  |                                |                                |        |        |        |        |        |  |
|  | 1          | Bob Bryan Mike Bryan           | Bob Bryan Mike Bryan           | 6          | 6          |  |  |                                |                                |        |        |        |        |        |  |
|  | 8          | Gastón Etlis Martin Rodriguez  | Gastón Etlis Martin Rodriguez  | 2          | 4          |  |  | Bob Bryan Mike Bryan           | Bob Bryan Mike Bryan           | 6      | 6      | 3      | 7      | 6      |  |
|  | 4          | Mark Knowles Daniel Nestor     | Mark Knowles Daniel Nestor     | 1          | 3          |  |  | Michaël Llodra Fabrice Santoro | Michaël Llodra Fabrice Santoro | 7      | 3      | 6      | 63     | 4      |  |
|  | 6          | Michaël Llodra Fabrice Santoro | Michaël Llodra Fabrice Santoro | 6          | 6          |  |  |                                |                                |        |        |        |        |        |  |

### Red Group
|   |                                | Bryan               | Bjorkman Woodbridge | Llodra Santoro   | Damm Suk            | RR W–L | Set W–L | Game W–L | Standings |
| 1 | Bob Bryan Mike Bryan           |                     | 4–6, 6–3, 7–6(9)    | 6–4, 5–7, 6–4    | 7–5, 6(0)–7, 7–6(4) | 3–0    | 6–3     | 54–48    | 1         |
| 3 | Jonas Björkman Todd Woodbridge | 6–4, 3–6, 6(9)–7    |                     | 6(1)–7, 6–3, 4–6 | 6–3, 6–3            | 1–2    | 4–4     | 43–39    | 3         |
| 6 | Michaël Llodra Fabrice Santoro | 4–6, 7–5, 4–6       | 7–6(1), 3–6, 6–4    |                  | 6–3, 7–6(5)         | 2–1    | 5–3     | 44–42    | 2         |
| 7 | Martin Damm Cyril Suk          | 5–7, 7–6(0), 6(4)–7 | 3–6, 3–6            | 3–6, 6(5)–7      |                     | 0–3    | 1–6     | 33–45    | 4         |

La classifica viene stilata in base ai seguenti criteri: 1) Numero di vittorie; 2) Numero di partite giocate; 3) Scontri diretti (in caso di due giocatori pari merito); 4) Percentuale di set vinti o di games vinti (in caso di tre giocatori pari merito); 5) Decisione della commissione.

### Gruppo blu
|   |                               | Bhupathi Mirny      | Knowles Nestor      | Arthurs Hanley      | Etlis Rodriguez     | RR V–P | Set V–P | Game V–P | Posizione |
| 2 | Mahesh Bhupathi Maks Mirny    |                     | 4–6, 7–6(6), 6(4)–7 | 6–4, 7–6(4)         | 4–6, 4–6            | 1–2    | 3–4     | 38–41    | 3         |
| 4 | Mark Knowles Daniel Nestor    | 6–4, 6(6)–7, 7–6(4) |                     | 6–4, 6(5)–7, 7–6(6) | 6–2, 6–1            | 3–0    | 6–2     | 50–37    | 1         |
| 5 | Wayne Arthurs Paul Hanley     | 4–6, 6(4)–7         | 4–6, 7–6(5), 6(6)–7 |                     | 4–6, 7–6(5), 7–6(9) | 1–2    | 3–5     | 45–50    | 4         |
| 8 | Gastón Etlis Martin Rodriguez | 6–4, 6–4            | 2–6, 1–6            | 6–4, 6(5)–7, 6(9)–7 |                     | 1–2    | 3–4     | 33–38    | 2         |

La classifica viene stilata in base ai seguenti criteri: 1) Numero di vittorie; 2) Numero di partite giocate; 3) Scontri diretti (in caso di due giocatori pari merito); 4) Percentuale di set vinti o di games vinti (in caso di tre giocatori pari merito); 5) Decisione della commissione.